# Tardoire
Pour les articles homonymes, voir Tardoire (homonymie).
La Tardoire est une rivière du Sud-Ouest de la France et un affluent de la Bonnieure, c'est-à-dire un sous-affluent de la Charente. Elle arrose les départements de la Haute-Vienne et de la Charente, et est limitrophe de la Dordogne.

## Géographie
La Tardoire prend sa source, partiellement captée pour l'alimentation en eau de la commune de Châlus, à la sortie d'un étang sous le hameau du Mazaubert, sur la commune de Pageas, en Haute-Vienne, à environ 440 m d'altitude, près du lieu-dit la Vergnole. Elle coule dans des gorges étroites sur le socle cristallin jusqu'à Montbron. Le sol devient alors calcaire et elle commence à perdre son eau dans des gouffres. Elle coule vers le nord-ouest sur 70 km, puis s'engouffre sous La Rochette, une perte près de Coulgens dans le karst de La Rochefoucauld. Lors des crues, et uniquement alors, elle rejoint la Bonnieure, à Saint-Ciers-sur-Bonnieure, à l'altitude 64 mètres, entre les lieux-dits les Champs Blancs et le Châtelard. La Tardoire a une longueur de 114 km.

## Communes et cantons traversés

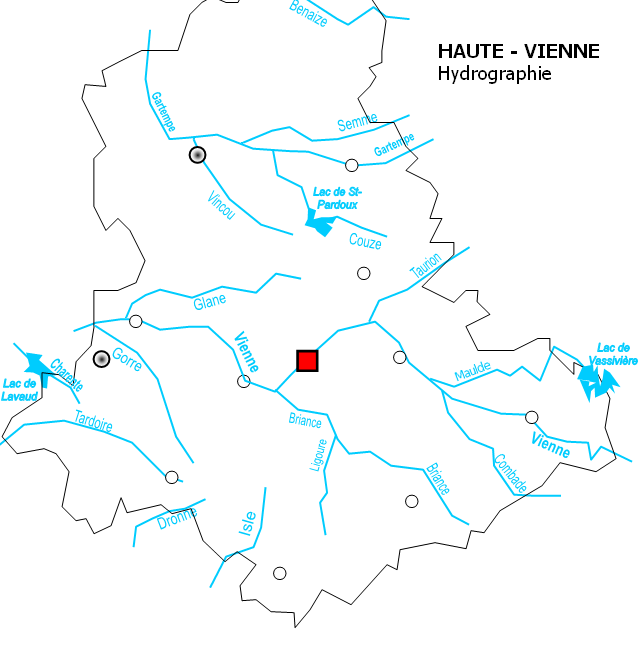
la Tardoire au sud de la Haute-Vienne.

Dans les trois départements de la Charente, la Dordogne et la Haute-Vienne, Tardoire traverse 30 communes et dix cantons :
- dans le sens amont vers aval : Pageas (source), Châlus, Champsac, Champagnac-la-Rivière, Oradour-sur-Vayres, Cussac, Saint-Bazile, Saint-Mathieu, Chéronnac, Les Salles-Lavauguyon, Maisonnais-sur-Tardoire, Roussines, Busserolles, Écuras, Bussière-Badil, Eymouthiers, Montbron, Vouthon, Saint-Sornin, Moulins-sur-Tardoire, La Rochefoucauld-en-Angoumois, Rivières, Agris, La Rochette, Coulgens, Val-de-Bonnieure, Puyréaux, Saint-Ciers-sur-Bonnieure (confluence).

Soit en termes de cantons, la Tardoire prend source dans le canton de Châlus, traverse les canton d'Oradour-sur-Vayres, canton de Saint-Mathieu, canton de Rochechouart, canton de Bussière-Badil, canton de Montembœuf, canton de Montbron, canton de La Rochefoucauld et conflue dans le canton de Mansle.

## Affluents
La Tardoire a quinze affluents référencés dont les principaux sont :
- la Renaudie (rd) 9 km ;
- la rivière le Trieux (rg) 29,6 km ;
- le Bandiat (rg) 91,2 km ;
- la Bellonne (rd) 14,5 km.

## Hydrologie
La Tardoire, le Bandiat et la Bonnieure sont des rivières à résurgences qui alimentent le karst de La Rochefoucauld et la Touvre.
La Touvre naît de plusieurs sources, au pied des ruines du château de Touvre. Elle ne coule que sur 12 km, mais sur une largeur de 80 à 100 m. Elle rejoint la Charente près d'Angoulême.

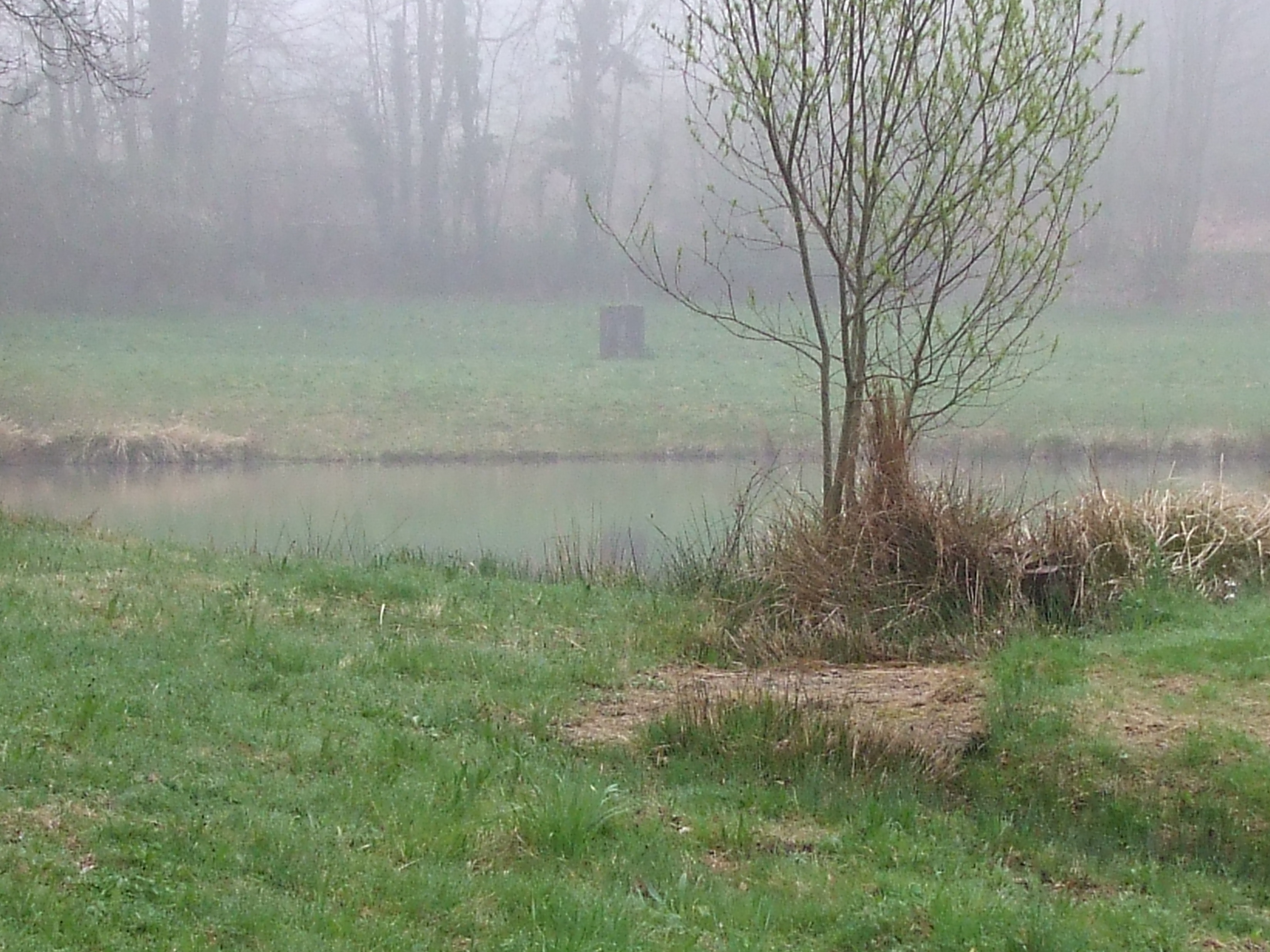
Source de la Tardoire et captage alimentant Châlus.
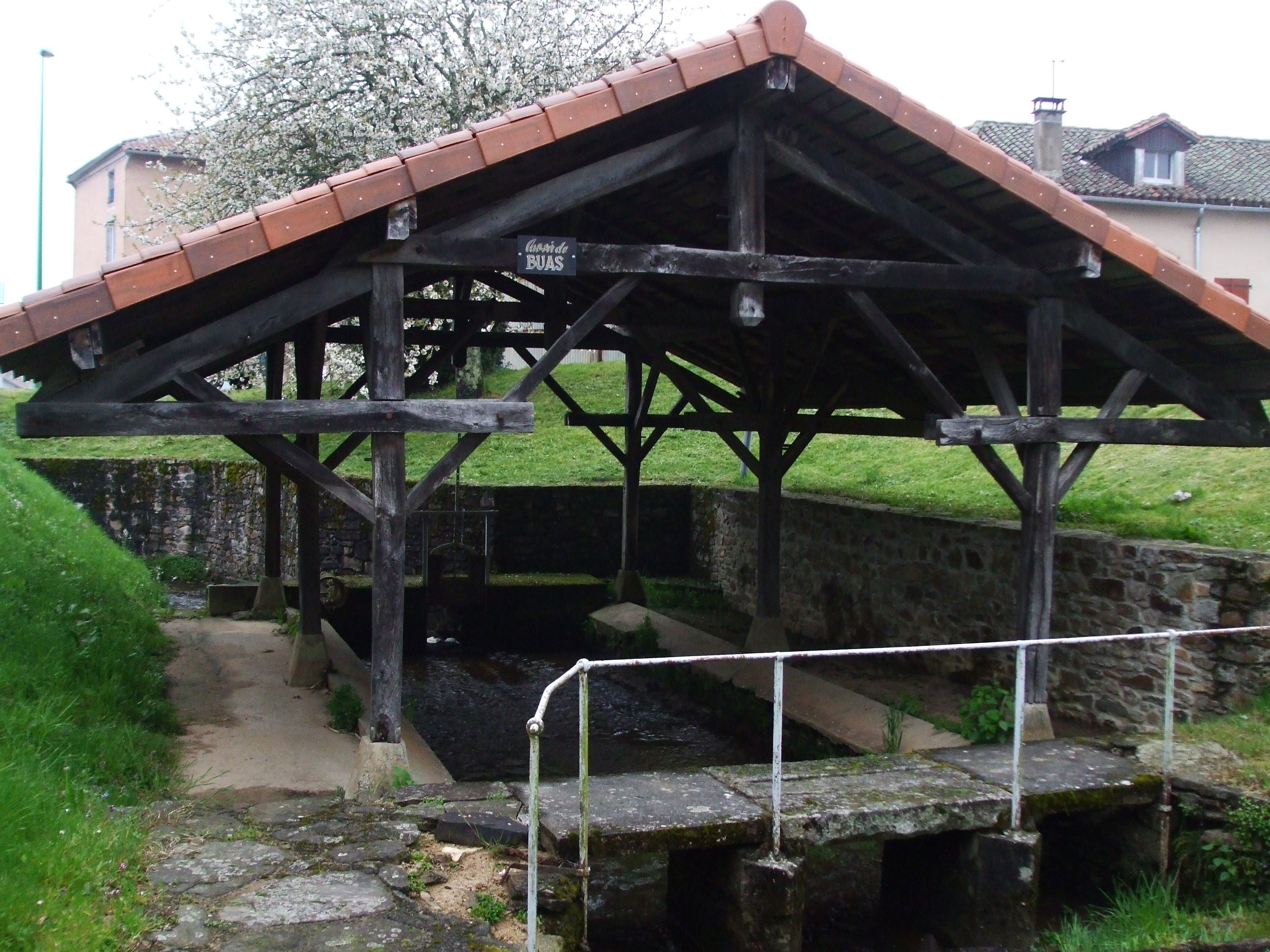
La Tardoire au lavoir de Buas à Châlus.
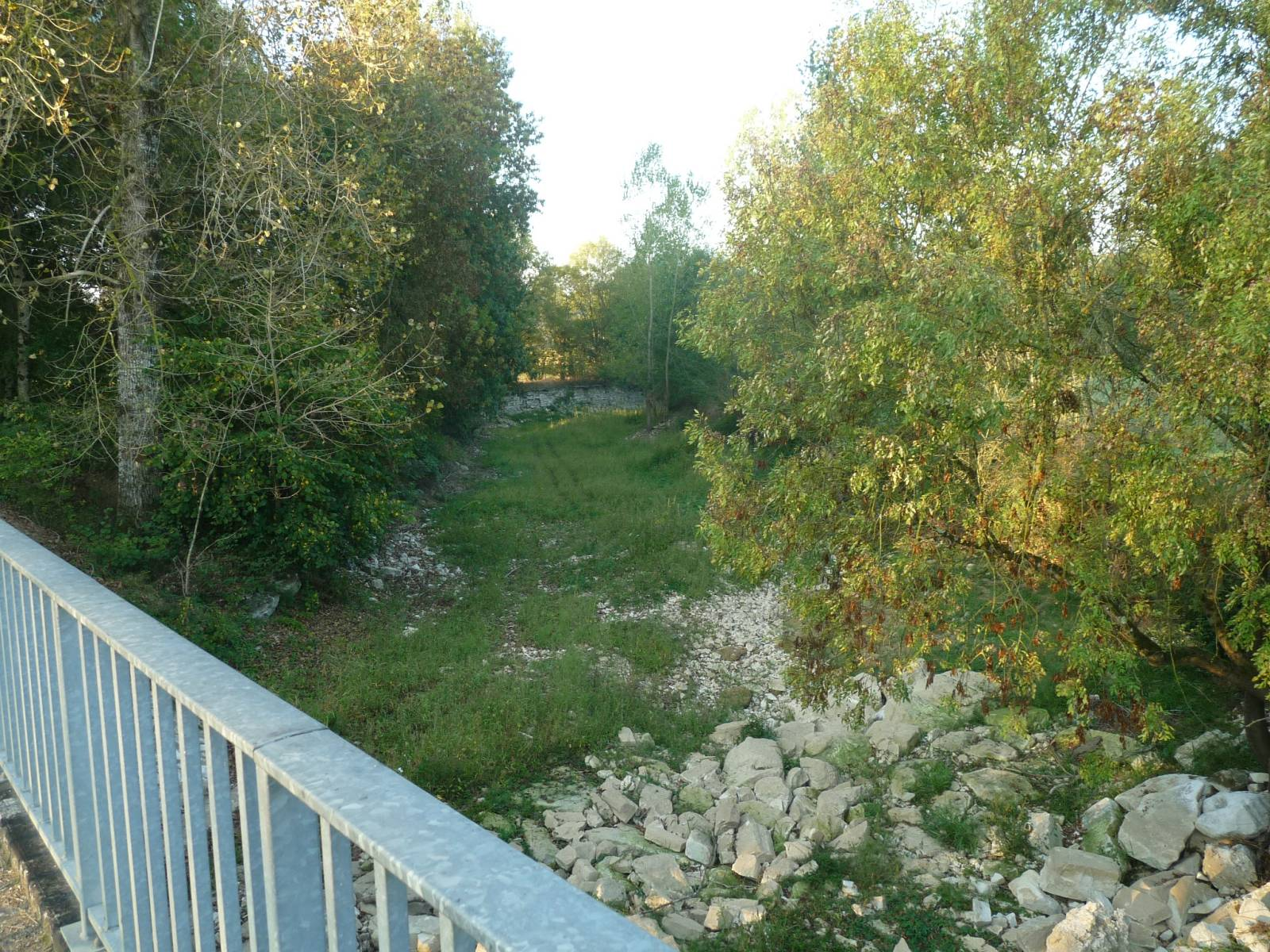
La Tardoire en été à La Rochette.

## Villes traversées
- Châlus
- Montbron
- La Rochefoucauld

## Grottes
Les bords de la Tardoire ont été, pour les hommes de la préhistoire, un lieu de séjour de prédilection : la grotte de Montgaudier, du Placard évoquent surtout l'homme du Paléolithique supérieur.

## Hydronymie et toponymes
Les formes anciennes sont fluvium Tarduvero vers 950, fluvium Tardi Ydoris en 1293 (graphie douteuse rejoignant celle de Bonnieure à la même époque, Bono Ydoris), Tardoyra vers 1300. Le nom serait issu de tar-, terme hydronymique prélatin, élargi en tard-.
La Tardoire a donné son hydronyme à la commune de Maisonnais-sur-Tardoire.